# 道の駅あらぎの里
道の駅あらぎの里（みちのえき あらぎのさと）は、和歌山県有田郡有田川町にある国道480号の道の駅である。

## 施設
- 駐車場
  - 普通車：25台
  - 身障者用：2台
- トイレ
  - 男：大・小 5器
  - 女：3器
  - 身障者用：1器
- 公衆電話
- 農林産物直売所
- 情報コーナー
- 飲食コーナー

## 休館日
- 毎週火曜日

## アクセス
- 国道480号 - 登録路線
  - 和歌山県道19号美里龍神線

## 周辺
- あらぎ島